# Jean-Jacques Caffieri
Jean-Jacques Caffieri (ur. 30 kwietnia 1725 w Paryżu, zm. 21 kwietnia 1792 tamże) – francuski rzeźbiarz.
Urodził się w rodzinie włoskich rzeźbiarzy, którzy osiedlili się we Francji: m.in. jego ojciec Jacques i brat Philippe byli rzeźbiarzami. Był uczniem Jean-Baptiste’a Lemoyne’a. W latach 1749–1753 przebywał na stypendium w Rzymie. W 1757 przyjęto go do Królewskiej Akademii Malarstwa i Rzeźby w Paryżu. Rzeźbił portrety pisarzy, kompozytorów m.in. Corneille’a, Voltaire’a, Moliera, a także rzeźby o tematyce religijnej i mitologicznej.